# Leichtes Maschinengewehr Typ 96
Das Typ 96 leichte Maschinengewehr (japanisch 九六式軽機関銃 Kyūroku-shiki kei-kikanjū) war ein japanisches Maschinengewehr, das von 1936 (Kōki 2596, daher die Typbezeichnung) bis 1945 von den Kaiserlich Japanischen Streitkräften eingesetzt wurde.

## Entwicklung

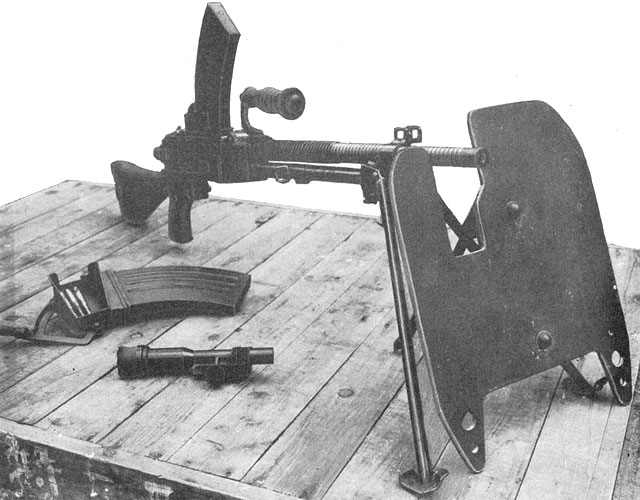
Leichtes Maschinengewehr Typ 96 mit Typ-99-Schutzschild, der auf 35 Meter Entfernung einer 7,7-mm-Patrone (.303 British) standhält. Links d. MesG sind das Kurvenmagazin und ein Zielfernrohr zu sehen.

Das Typ 96 wurde ab seiner Einführung 1936 zum Standard-lMG der Kaiserlich Japanischen Streitkräfte. Es war eine Weiterentwicklung des leichten Maschinengewehres Typ 11, hatte jedoch einige verbesserte Eigenschaften des tschechischen ZB vz. 26 übernommen wie z. B. ein von oben einsetzbares und austauschbares Kurvenmagazin und einen leicht konischen Mündungsfeuerdämpfer. Das Typ 96 war nach dem Typ 99 mit ca. 13.000 Exemplaren das am zweithäufigsten produzierte japanische leichte Maschinengewehr.
| Herstellungszahlen des Typ 96 lMG |      |      |      |      |       |       |       |           |
| Jahr                              | 1936 | 1937 | 1938 | 1939 | 1940  | 1941  | 1942  | Insgesamt |
| Stückzahl                         | 050  | 0    | 0    | 0    | 8.530 | 1.950 | 2.050 | 12.850    |

## Design

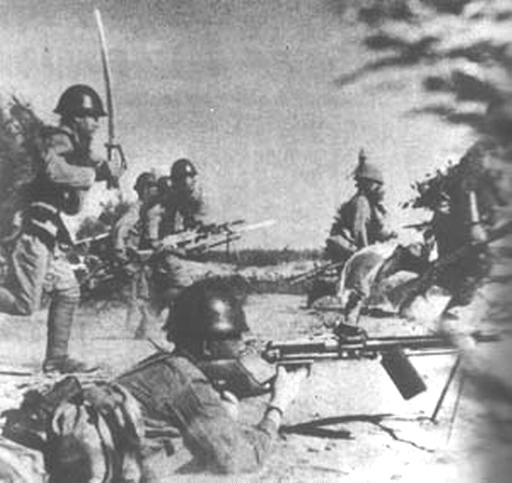
Japanische Infanteristen auf dem chinesischen Kriegsschauplatz. Im Hintergrund ist ein Soldat mit Typ 96-MG und aufgepflanztem Typ-30-Bajonett zu erkennen. Der liegende Schütze im Vordergrund bedient ein Typ 11 Leichtes Maschinengewehr.

Der Lauf war gerippt, um Stabilität zu geben und eine optimale Luftkühlung zu garantieren. Bei Überhitzung konnte der Lauf ausgetauscht werden. Obwohl das Typ 96 mit beiden Händen an Lauf und Kolben getragen werden konnte, hatte es zusätzlich einen Tragegriff, der etwa mittig angebracht war. Es war ca. 2,5 kg leichter als sein Vorgänger und kam auf ein Gewicht von knapp 9 kg. Trotz der technischen Überarbeitung verschoss es nur die 6,5×50-mm-HR-Munition, die sich im Laufe des Zweiten Japanisch-Chinesischen Krieges als zu schwach erwies und beim Nachfolger Typ 99 auf 7,7 mm erhöht wurde. Durch den Einsatz des Kurvenmagazins und der Positionsveränderung der Munitions-Ölungsmechanismus kam es zu geringeren Ladehemmungen als beim Vorgänger.
Beim Sturmangriff wurde das Typ 96 aus der Hüfte gefeuert, wobei die Waffe mit einem Schultergurt getragen wurde. Ungewöhnlich für ein MG hatte das Typ 96 eine Arretiervorrichtung für das Typ-30-Bajonett. Wie bei allen japanischen MGs konnte die Waffe ausschließlich im Dauerfeuer eingesetzt werden. Die Zielvorrichtung befand sich leicht links versetzt vom Lauf. Eine Anbringung für ein Zielfernrohr war möglich.